# 河村和奈
河村 和奈（かわむら かずな、1978年8月19日 - ）は、日本の元女優である。芸能事務所クリエ（東京都港区）、劇団ベニバラ兎団に所属していた。

## 人物
本名は風間 梨奈（かざま りな）。身長161cm、B82cm、W58cm、H83cm（1999年当時）。夫は、俳優・タレント司会者の風間俊介（元：ジャニーズ事務所所属）
テレビ番組 『喝!リベンジナイト』の「リベンジギャル」として活動し、2001年10月からは「ワンギャル」（5期生）のひとりとなった。ワンギャル卒業後には女優として、ドラマ、舞台などに出演している。
駒沢女子大学卒業。中学・高校・大学といずれも女子校。高校生時代の部活は吹奏楽部で、フルートを担当。フルートが得意である。好きなスポーツはバドミントン、ローラーブレード（1999年当時）。
デビュー当時は芸能事務所「ポイント」に所属しており、同事務所の先輩であった本上まなみとは、多くのドラマでの共演歴がある。
2013年5月、自身のブログおよびTwitterにて芸能界の引退を発表。
出生時に「杏里」と名づけられる可能性があった。

## 家族・友人
実父は芸能関係の実業家である高杉敬二。その関係から、高杉が経営していた芸能事務所、ボンド企画に所属していた本田美奈子には、妹のようにかわいがられていたという。

## 出演

### 舞台
- GIRL'S KNIGHT （2006年）
- クラウディア 地球ゴージャス10周年アンコール公演（2006年）
- 巌流島GANG（ナノスクエア、2007年2月20日 - 25日、シアターグリーン BOX in BOX THEATER）
- ミュージカル 森は生きている（ライズ・プロデュース、2007年8月2日 - 5日、シアター1010）
- ベニバラ兎団
  - TOKYOWAY NEWSICAL 「7@dash II〜業務連絡!主演女優がいなくなりました〜」（2009年4月1日 - 5日、中野ザ・ポケット）
  - vol.3「世界を終わりに近づける愛の魔法」（2010年1月7日 - 11日、新宿Theater BRATS）
  - Labo Theater 〜1st impression〜「うさぎの素」（2010年8月22日、渋谷Glad）
  - vol.4「Cabaret カルチェ・ラタン!1950」（2010年9月30日 - 10月3日、新宿シアターモリエール）
  - Vol.6「行けっ!風間山荘」（2011年4月21日 - 24日、ザムザ阿佐谷）
  - Vol.8「Bio9-バイオナイン-」（2011年9月16日 - 19日、シアターモリエール）
- Smile Earth Project「コミックス☆GOGO」（2012年8月17日 - 26日、俳優座劇場）

### テレビドラマ
- 砂の上の恋人たち（1999年、フジテレビ） - 加奈 役
- アナザヘヴン（2000年、アナザヘブン） - 貴江 役
- ルーキー!（2001年、フジテレビ） - 佐伯奈津子 役
- 恋は戦い!（2003年、テレビ朝日） - 高盛美香 役
- テイクオフ!（2004年、関西テレビ）- ナミ 役
- 火曜サスペンス劇場 緊急救命病院2（2004年、日本テレビ） - 津島千秋 役
- moon（2005年、関西テレビ）- ユミ 役
- ホタルノヒカリ 第5話（2007年、日本テレビ）

### テレビバラエティ・情報番組
- 『朝まるJUST』キャスター（2009年10月7日 - 2011年4月1日、千葉テレビ放送）- 毎週木・金担当[6]
- 『CLOCK15』キャスター（2011年4月1日 - 、千葉テレビ放送）
- 『戦国鍋TV』浅井三姉妹[7]（2010年 - 、テレビ神奈川・千葉テレビ放送・テレビ埼玉・サンテレビジョン）

### その他
- たけしの誰でもピカソ 本田美奈子.追悼特集（2006年、テレビ東京）
本田の所属事務所社長の娘として出演し思い出を語った。
- 週刊！NIPPONちびっこランド（2012年1月9日 - 、フジテレビ無料動画サイト・見参楽）- 声出演

## CM
- 株式会社 ワイド
- 興和 QPコーワI
- 花王 バブ クール